# 5美元纸币

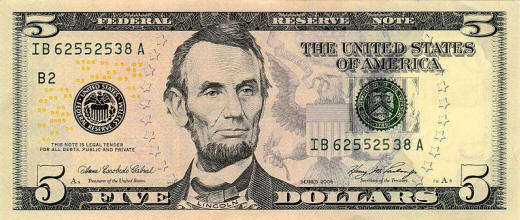
2006年版5美元纸币正面

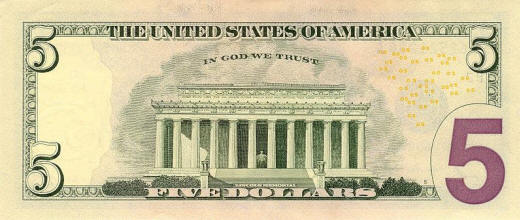
2006年版5美元纸币背面

美国5美元的纸币（$5）是美国货币的种类之一，有时被叫做“fin”。 5美元纸币的图景正面是美国第16任总统亚伯拉罕·林肯的肖像，背面是林肯纪念堂。现在发行的所有5美元纸币均为联邦储备券。 